# Нова Зеландія на літніх Олімпійських іграх 2012
Нова Зеландія на літніх Олімпійських іграх 2012 була представлена 184 спортсменами як мінімум у 16 видах спорту і завоювала 13 медалей, посіши 15 загальнокомандне місце.

## Команда
Країна повинна була мати делегацію з 185 спортсменів, але у останній момент 20 липня 2012 кількість спортсменів знизилась до 184 — Адріан Блінко, який повинен був виступати у змаганнях з бігу на 5000 метрів, отримав травму гомілки.
| Вид спорту                       | Чоловіки | Жінки | Загальна кількість |
| -------------------------------- | -------- | ----- | ------------------ |
| Академічне веслування            | 15       | 11    | 26                 |
| Бокс                             | —        | 2     | 2                  |
| Важка атлетика                   | 1        | —     | 1                  |
| Велоспорт                        | 13       | 9     | 22                 |
| Веслування на байдарках та каное | 4        | 4     | 8                  |
| Вітрильний спорт                 | 9        | 6     | 15                 |
| Дзюдо                            | —        | 1     | 1                  |
| Кінний спорт                     | 3        | 3     | 6                  |
| Легка атлетика                   | 4        | 4     | 8                  |
| Плавання                         | 8        | 8     | 16                 |
| Стрільба                         | 1        | —     | 1                  |
| Тріатлон                         | 3        | 3     | 6                  |
| Тхеквондо                        | 2        | 1     | 3                  |
| Теніс                            | —        | 1     | 1                  |
| Футбол                           | 18       | 18    | 36                 |
| Хокей на траві                   | 16       | 16    | 32                 |
| Всього                           | 97       | 87    | 184                |

## Нагороди
| Медаль | Спортсмен                                                                | Вид спорту                      | Дисципліна                              | Дата      |
| ------ | ------------------------------------------------------------------------ | ------------------------------- | --------------------------------------- | --------- |
| Золото | Натан Коен Джозеф Салліван                                               | Академічне веслування           | Чоловіки, парні двійки                  | 2 серпня  |
| Золото | Геміш Бонд Ерік Маррей                                                   | Академічне веслування           | Чоловіки, двійки                        | 3 серпня  |
| Золото | Мае Дрісдейл                                                             | Академічне веслування           | Чоловіки, одиночки                      | 3 серпня  |
| Золото | Валері Адамс                                                             | Легка атлетика                  | Жінки, штовхання ядра                   | 6 серпня  |
| Золото | Джо Алех Олівія Поурі                                                    | Вітрильний спорт                | клас 470                                | 10 серпня |
| Золото | Ліза Каррінгтон                                                          | Веслування на байдарках і каное | K-1, 200 метрів (жінки)                 | 11 серпня |
| Срібло | Пітер Берлінг Блер Тьюк                                                  | Вітрильний спорт                | клас 49er                               | 8 серпня} |
| Срібло | Сара Вокер                                                               | Велоспорт                       | BMX, жінки                              | 10 серпня |
| Бронза | Ендрю Ніколсон Джонатан Паджет Керолайн Пауелл Джонель Річардс Марк Тодд | Кінний спорт                    | Командне триборство                     | 31 липня  |
| Бронза | Джульєтт Гей Ребекка Скоун                                               | Академічне веслування           | Жінки, двійки                           | 1 серпня  |
| Бронза | Сем Б'юлі Вестлі Ґоф Марк Раян Джессі Сарджент                           | Велоспорт                       | Чоловіки, командна гонка переслідування | 3 серпня  |
| Бронза | Пітер Тейлор Сторм Уру                                                   | Академічне веслування           | Чоловіки, парні двійки, легка вага      | 4 серпня  |
| Бронза | Саймон ван Велтувен                                                      | Велоспорт                       | Кейрін                                  | 7 серпня  |

| Медалі за видом спорту          | Медалі за видом спорту | Медалі за видом спорту | Медалі за видом спорту | Медалі за видом спорту |
| ------------------------------- | ---------------------- | ---------------------- | ---------------------- | ---------------------- |
| Вид спорту                      |                        |                        |                        | Всього                 |
| Академічне веслування           | 3                      | 0                      | 2                      | 5                      |
| Вітрильний спорт                | 1                      | 1                      | 0                      | 2                      |
| Легка атлетика                  | 1                      | 0                      | 0                      | 1                      |
| Веслування на байдарках і каное | 1                      | 0                      | 0                      | 1                      |
| Велоспорт                       | 0                      | 1                      | 2                      | 3                      |
| Кінний спорт                    | 0                      | 0                      | 1                      | 1                      |
| Всього                          | 6                      | 2                      | 5                      | 13                     |